# David Archuleta (album)
David Archuleta è l'album di debutto del secondo classificato nella settima edizione del talent show American Idol, David Archuleta. Venne pubblicato negli Stati Uniti l'11 novembre 2008. L'album vinse il disco d'oro (consegnato dopo aver venduto 500 000 copie) il 20 gennaio del 2009. Il primo singolo, Crush, fu distribuito alle radio il 1º agosto. Il disco è stato pubblicato nel Regno Unito l'11 maggio 2009; la distribuzione dell'album nel Regno Unito coincide con l'inizio del suo tour nel Regno Unito con la band pop rock McFly nell'aprile/maggio del 2009.

## Accoglienza
David Archuleta ricevette diverse recensioni anche contrastanti dalla critica.
- Billboard lodò David Archuleta, definendolo "affascinante" e riempito con performance "destinate per le arene". Ha anche dato il merito ad Archuleta di avere una "voce pop come ne nasce una ogni 10 anni: una voce tenorile liscia con una malinconia naturale".[5]
- Ken Barnes of USA Today diede all'album una recensione positiva dicendo, "Nell'omonimo primo album del secondo classificato di American Idol, David Archuleta, il diciassettenne cantante scopre una successione di canzoni pop cortesi e ritornelli orecchiabili. Ed è esattamente ciò che avrebbe dovuto fare".
- Il  New York Times scrisse "(Archuleta) ha una bella voce R&B nebbiosa che non coincide con il suo piccolo corpo".
- Il Los Angeles Times scrisse "il disco presenta un goffo R&B moderno, ballate cristiane come 'You Can' e lamenti che fanno suonare David Cook, l'avversario di Archuleta ad "American Idol", come se fosse Robert Plant.

## Singoli
Il primo singolo, Crush, venne pubblicato sulle radio il 1º agosto 2008, e fu commercialmente distribuito il 12 agosto. Nella prima settimana debuttò al 2º posto nella classifica Billboard Hot 100 con 166,000 copie vendute. Il singolo vendette oltre 1.7 milioni di copie negli Stati Uniti, rendendolo il più grande successo commerciale di tutti i partecipanti alla settima edizione del talent show fino ad ora.
David confermò nel suoMySpace con un blog ufficiale il 21 novembre 2008 che "A Little Too Not Over You", una canzone di cui è coautore, sarebbe stato il singolo successivo a Crush. Fu pubblicato per le radio il 6 gennaio 2009.
Il 13 marzo 2009, David rese disponibili un paio di canzoni da David Archuleta, che precedentemente non potevano essere scaricate, su iTunes. "Works for Me" diventò una bonus track nella versione di David Archuleta acquistabile su Wal-mart, e "Somebody Out There" che era disponibile solo per chi aveva prenotato l'album su iTunes.
Il 21 aprile del 2009, David confermò che il singolo successivo ad "A Little Too Not Over You" sarebbe stato Touch My Hand.

## Tracce
1. Crush - 3:32
2. Touch My Hand - 4:21
3. Barriers - 3:50
4. My Hands - 4:04
5. A Little Too Not Over You - 3:18
6. You Can - 3:42
7. Running - 3:35
8. Desperate - 3:41
9. To Be with You - 3:25
10. Don't Let Go - 3:47
11. You're Eyes Don't Lie - 3:04
12. Angels - 4:09

Tracce bonus della iTunes Deluxe Edition
1. Waiting for Yesterday - 3:27
2. Falling - 4:32
3. Let Me Go - 3:46
4. Somebody Out There - 3:42
5. Works For Me - 3:06
6. Save The Day - 3:51
7. Zero Gravity - 3:27

## Andamento in classifica
L'album debuttò al secondo posto nella classifica di Billboard 200 (dato del 29 novembre 2008), con una vendita di 183 000 copie negli Stati Uniti. Nell'Aprile del 2009, l'album vendette 690 000 copie negli USA. Archuleta ha venduto più dischi di ogni altro finalista arrivato al secondo posto ad American Idol da Clay Aiken in poi.
| Classifica (2008)                   | Posizione più alta |
| ----------------------------------- | ------------------ |
| USA Billboard 200                   | 2                  |
| U.S. Billboard Top Digital Albums   | 2                  |
| Billboard Canadian Albums           | 14                 |
| U.S. Billboard Comprehensive Albums | 2                  |